# Air Belgium
Air Belgium è una compagnia aerea belga con sede a Mont-Saint-Guibert e basata nell'aeroporto di Charleroi-Bruxelles Sud.

## Storia
La società è stata fondata dall'amministratore delegato Niky Terzakis - in precedenza con ASL Airlines Belgium e TNT Airways - nel maggio 2016. L'intenzione, era quella di collegare il Belgio con destinazioni in Cina quali Hong Kong, Pechino e Shanghai, offrendo un prodotto premium ai clienti ad un costo economico.
Il primo volo da Bruxelles a Hong Kong era stato programmato nel mese di ottobre 2017, ma fu rinviato in quanto l'aerolinea non aveva ancora il certificato di operatore aereo (COA). Nel mese di dicembre Air Belgium annunciava che il primo volo sarebbe decollato nel marzo 2018 dall'aeroporto di Bruxelles Sud Charleroi anziché dall'aeroporto di Bruxelles a causa delle tasse aeroportuali più basse e della facile accessibilità. Fu anche annunciato che, per i passeggeri di classe business e premium, ci sarebbe stato un nuovo terminal dedicato, costruito presso l'aerostazione executive, mentre i passeggeri in classe economica avrebbero utilizzato il normale terminal.
Il 14 marzo 2018 fu reso noto che Air Belgium aveva ricevuto il COA dall'autorità belga per l'aviazione civile. Il giorno 29 dello stesso mese la società effettuava il primo volo con un Airbus A340-300 da Amsterdam a Paramaribo per conto di Suriname Airways. Il 25 aprile Air Belgium era costretta ad ammettere il rinvio del volo inaugurale per Hong Kong dal 30 aprile al 3 giugno, a causa del mancato diritto di sorvolare lo spazio aereo russo.
Il 16 luglio 2019, la compagnia aerea annunciava progetti per voli verso Fort de France e Pointe-à-Pitre entro dicembre, con ulteriori ipotesi di volare a Kinshasa e Miami.
Il 30 gennaio 2021 Air Belgium rendeva noto che avrebbe iniziato ad operare voli tutto-merci con quattro Airbus A330-200F, per conto del colosso marittimo francese CMA CGM.
Il 19 settembre 2023 Air Belgium annunciava la completa rinuncia ai voli di linea a partire dal successivo 3 ottobre. In seguito la società si concentrata esclusivamente sul noleggio in ACMI degli aeromobili ed ai voli tutto-merci.

## Destinazioni
Al 2023, Air Belgium operava voli verso Curaçao, Guadalupa, Martinica, Mauritius e Repubblica Dominicana. Nel settembre dello stesso anno erano previsti nuovi voli per il Sudafrica, mai portati a compimento.

## Flotta

### Flotta attuale

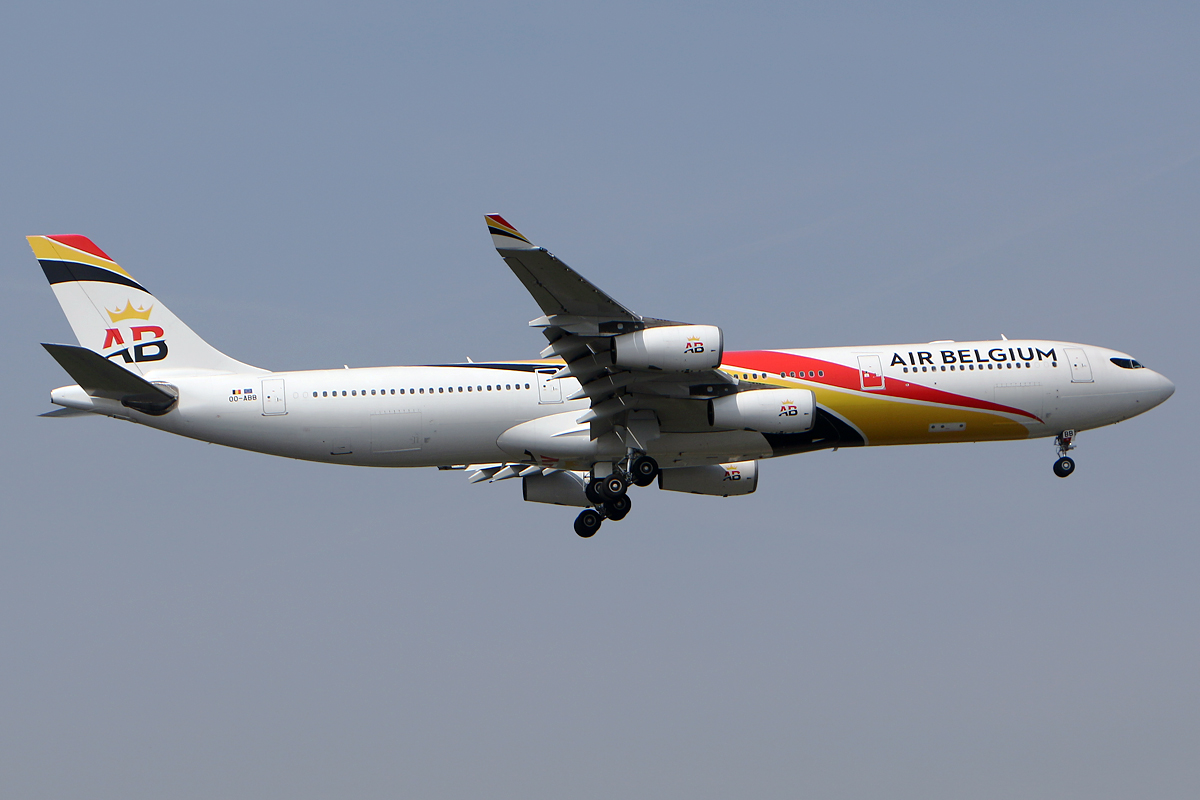
Un Airbus A340-300.

Ad agosto 2024 la flotta di Air Belgium è così composta:

### Flotta storica
Air Belgium ha operato in precedenza i seguenti aerei: